# International Union Against Tuberculosis and Lung Disease
De International Union Against Tuberculosis and Lung Disease (IUATLD) is een internationale organisatie die wereldwijd de preventie en bestrijding wil bevorderen van tuberculose en longziekten met de daaraan gerelateerde problemen, waarbij de nadruk ligt op de ontwikkelingslanden.

## Geschiedenis
De IUATLD werd opgericht in 1920 onder de naam International Union Against Tuberculosis (IUAT), alhoewel de eerste internationale conferenties over tuberculose al sinds 1867 plaatsvonden, in eerste instantie in Parijs. De huidige naam wordt sinds 1989 gevoerd.
De organisatie geeft een medisch tijdschrift uit, The International Journal of Tuberculosis and Lung Disease, dat wordt verspreid in meer dan 165 landen.
Op initiatief van de IUATLD wordt sinds 1982 jaarlijks op 24 maart Wereldtuberculosedag gemarkeerd.